# Sinclair Browning
Pour les articles homonymes, voir Browning.
Sinclair Browning, née le 17 novembre 1946, est une femme de lettres américaine, auteure de roman policier. 

## Biographie
Après plusieurs ouvrages sur les chevaux, Sinclair Browning publie en 1999 son premier roman policier, The Last Song Dogs. C'est le premier volume d'une série consacrée à Trade Ellis, un éleveur et un détective privé de l'Arizona.

## Œuvre

### Romans

#### SérieTrade Ellis
- The Last Song Dogs (1999)
- The Sporting Club (2000)
- Rode Hard, Put Away Dead (2001)
- Crack Shot (2002)
- Traggedy Ann (2003)

#### Autres romans
- Bobby Bad (2010)
- Standard Messiah (2010)
- Harvesting Ray (2011)

### Recueil de nouvelles
- Two Cold...To Care (2012)

### Autres ouvrages
- Lyons on Horses (en collaboration avec John Lyons) Publié en français sous le titre Dressage des chevaux selon la méthode de John Lyons, Vigot (2002)  (ISBN 2-7114-1542-2)
- America's Best (1995)
- Enju (2000)
- Feathers Brush My Heart (2002)
- An Ounce of Prevention (2010)
- Feathers Brush My Heart 2 (2013)
- Reflections On A happy, Bold and Hopefully Long Life (2015)

## Prix et distinctions

### Nominations
- Prix Shamus 2000 du meilleur livre de poche pour The Last Song Dogs[1]
- Prix Barry 2000 du meilleur livre de poche pour The Last Song Dogs[2]
- Prix Shamus 2001 du meilleur livre de poche pour The Sporting Club[1]
- Prix Barry 2002 du meilleur livre de poche pour Rode Hard, Put Away Dead[2]